# Alexandre Tokpa
Alexandre Tokpa (Abidjan, 16 novembre 1985) è un ex calciatore ivoriano, di ruolo centrocampista.